# Ptinus spissicornis
Ptinus spissicornis is een keversoort uit de familie klopkevers (Ptinidae). De wetenschappelijke naam van de soort werd in 1894 gepubliceerd door Elzéar Emmanuel Arène Abeille de Perrin.